# الدخل العيني
الدخل العيني هو الدخل يختلف عن الدخل الذي يأتي من المال. يتضمن العديد من الفوائد التوظيفية والسلع والخدمات التي تقدمها الحكومة مثل الطرق المجانية وطوابع(كوبونات) الطعام والتعليم العام والطب الاجتماعي.

## أنواع الدخل العيني
أجرة مجانية مقابل رسوم الرعاية.
ملاحظة: إذا كان القائم بأعمال الوكيل يتلقى شيكاً مع مبلغ الإيجار المخصوم، فإن الدخل الإجمالي يحصل على دخل وليس دخل عيني.
الغرف الواسعة والمجانية التي يتم التزويد بها من قبل الاقارب والأصدقاء.
ملابس مجانية أو بضائع منزلية من قبل المنظمة الاجتماعية.
تبادل الخدمات، مثل مجالسة الأطفال.